# Silver Town (Album)
Silver Town ist ein Musikalbum der britischen Folk-Punk-Band The Men They Couldn’t Hang, das 1989 veröffentlicht wurde. Es zählt neben Waiting for Bonaparte zu ihren bekanntesten Alben.

## Geschichte
Als Singleauskopplungen erschienen A Place in the Sun, A Map of Morocco und Rain, Steam and Speed, das sich mit Platz 88 als einzige Single in der britischen Top 100 platzieren konnte.
Nick Muir, der z. B. bereits mit Take That und Fire Next Time gearbeitet hatte, stieß als neues Mitglied zur Band und war auch auf dem Nachfolgealbum The Domino Club vertreten. Er blieb bis zur Auflösung im Jahr 1991 bei den Men They Couldn’t Hang. Muir wurde später mit dem Duo Bedrock und als Produzent elektronischer Musik erfolgreich.
Silver Town konnte sich mit Platz 39 als einziges The-Men-They-Couldn’t-Hang-Album in den britischen Top 40 platzieren und wurde somit ihr erfolgreichstes Album. Es ist außerdem das erste von zwei Alben der Band, die auf dem Silvertone-Label veröffentlicht wurden, demselben Label, das das Debütalbum der Stone Roses veröffentlichte.
Das Album wurde, wie seine beiden Vorgänger, How Green Is the Valley und Waiting for Bonaparte, von Mick Glossop produziert.

## Titelliste
| Nr. | Titel                   | Leadgesang   | geschrieben von                   | Länge |
| --- | ----------------------- | ------------ | --------------------------------- | ----- |
| 1.  | Rosettes                | Cush         | Cush/P. Odgers/J. Odgers/Simmonds | 3:37  |
| 2.  | A Place in the Sun      | Cush, Odgers | Simmonds                          | 3:09  |
| 3.  | Home Fires              | Cush         | Simmonds                          | 4:01  |
| 4.  | Diamonds, Gold and Fur  | Odgers       | P. Odgers                         | 2:42  |
| 5.  | Company Town            | Cush, Odgers | Cush/P. Odgers/J. Odgers/Simmonds | 5:43  |
| 6.  | Lobotomy, Gets 'Em Home | Cush         | Cush                              | 3:01  |
| 7.  | Blackfriars Bridge      | Cush         | Simmonds                          | 4:06  |
| 8.  | Rain, Steam and Speed   | Odgers       | Simmonds                          | 3:53  |
| 9.  | Down All the Days       | Cush         | Cush                              | 2:44  |
| 10. | Hellfire and Damnation  | Odgers       | P. Odgers                         | 2:39  |
| 11. | El Vaquero              | Instrumental | P. Odgers                         | 2:46  |

## Wiederveröffentlichung
| Nr. | Titel                        | Leadgesang   | geschrieben von                   | Länge |
| --- | ---------------------------- | ------------ | --------------------------------- | ----- |
| 1.  | Rosettes                     | Cush         | Cush/P. Odgers/J. Odgers/Simmonds | 3:37  |
| 2.  | A Place in the Sun           | Cush, Odgers | Simmonds                          | 3:09  |
| 3.  | Home Fires                   | Cush         | Simmonds                          | 4:01  |
| 4.  | Diamonds, Gold and Fur       | Odgers       | P. Odgers                         | 2:42  |
| 5.  | Company Town                 | Cush, Odgers | Cush/P. Odgers/J. Odgers/Simmonds | 5:43  |
| 6.  | Lobotomy, Gets 'Em Home      | Cush         | Cush                              | 3:01  |
| 7.  | Blackfriars Bridge           | Cush         | Simmonds                          | 4:06  |
| 8.  | Rain, Steam and Speed        | Odgers       | Simmonds                          | 3:53  |
| 9.  | Down All the Days            | Cush         | Cush                              | 2:44  |
| 10. | Hellfire and Damnation       | Odgers       | P. Odgers                         | 2:39  |
| 11. | El Vaquero                   | Instrumental | P. Odgers                         | 2:46  |
| 12. | Rubber Bullets               | Cush         | Gouldman/Godley/Creme             | 4:56  |
| 13. | The Day the Clocks Went Back | Instrumental | Cush/P. Odgers/J. Odgers/Simmonds | 3:30  |
| 14. | Rosettes (Extended Mix)      | Cush         | Cush/P. Odgers/J. Odgers/Simmonds | 4:14  |
| 15. | A Place in the Sun (Demo)    | Cush         | Simmonds                          | 3:04  |
| 16. | Rain, Steam and Speed (Demo) | Odgers       | Simmonds                          | 3:42  |
| 17. | A Map of Morocco             | Odgers       | Cush/P. Odgers/J. Odgers/Simmonds | 3:07  |

## Rezeption
Der Allmusic Guide bewertete das Album mit viereinhalb von fünf Sternen.